# Francisco Macedo
Francisco Macedo este un oraș în Piauí (PI), Brazilia.